# Rue Jean-Jaurès (Limoges)
Pour les articles homonymes, voir Rue Jean-Jaurès.
La rue Jean-Jaurès est une rue du centre ville de Limoges

## Situation et accès
Longue de 480 mètres, la rue Jean-Jaurès est aujourd’hui l’une des voies les plus commerçantes de la ville, puisqu’on y trouve, outre de nombreux commerces, une Fnac et un Monoprix. Le fait que c'est dans cette rue que débouchent les principales rues piétonnes, n'est pas étranger à son attractivité commerciale.
Elle relie le boulevard Louis-Blanc à la place Stalingrad, et se prolonge jusqu’à l’avenue de la Libération par la rue de la Préfecture.
La ligne 4 du trolleybus de la STCL de Limoges l'emprunte sur toute sa longueur.

## Origine du nom
Elle doit son nom actuel au maire de l’époque, Léon Betoulle, qui en apprenant l’assassinat de Jean Jaurès le 31 Juillet 1914 décida lors du conseil municipal de lui dédier cette nouvelle rue qui venait d’être achevée.

## Historique
Connue autrefois dans la capitale limousine sous le nom de « rue du Verdurier », la rue Jean-Jaurès est la rue principale du centre-ville de Limoges, qu'elle coupe en deux dans le sens NNO-SSE.
Autrefois, la rue n'avait pas du tout le même aspect qu'on lui connaît aujourd'hui, c'est-à-dire avec cette grande perspective et ses beaux immeubles, mais au contraire, elle était formée de nombreuses ruelles sales et sombres, entourée d'immeubles insalubres, en plein dans le quartier populaire du Verdurier. Elle était aussi réputée pour être un lieu de prostitution, surtout après la démolition du quartier du Viraclaud, où les prostituées avaient leurs habitudes, pour permettre la construction du quartier de la préfecture.
Ce n'est qu'au début du XXe siècle, avec le projet de la municipalité de l’époque de rénover ce quartier, que la décision de créer une grande artère qui relierait la place Manigne à la place Denis-Dussoubs fut prise.